# Растислаевка
Растислаевка — деревня в Большеигнатовском районе Мордовии. Входит в состав Вармазейского сельского поселения.

## История
Впервые упоминается в 1719 году. В «Списке населённых мест Симбирской губернии за 1863» Ростислаевка (Родиславка) владельческая деревня из 8 дворов в Ардатовском уезде. Названа по имени владельца деревни Ростислава Петровича Бобоедова.

## Население
| 2002 | 2010 |
| ---- | ---- |
| 28   | ↘7   |

Национальный состав
Согласно результатам Всероссийской переписи населения 2002 года, в национальной структуре населения русские составляли 86 %.